# 1876 na ciência

## Eventos
- Josiah Willard Gibbs publica On the Equilibrium of Heterogeneous Substances, uma compilação de seu trabalho em termodinâmica e físico-química que estabelece o conceito de energia livre termodinâmica para explicar a base física do equilíbrio químico.[1]

## Nascimentos
| Data | Nome | Profissão | Nacionalidade | Observações | Ref |
| ---- | ---- | --------- | ------------- | ----------- | --- |

## Mortes
| Data            | Nome                          | Profissão                           | Nacionalidade                  | Observações                                             | Ref         |
| --------------- | ----------------------------- | ----------------------------------- | ------------------------------ | ------------------------------------------------------- | ----------- |
| 19 de janeiro   | George Julius Poulett Scrope  | geólogo e economista                | Reino da Grã-Bretanha          | n. 1797 Medalha Wollaston 1867                          | [ 2 ]       |
| 18 de fevereiro | Adolphe Brongniart            | médico, botânico e fitopaleontólogo | França                         | n. 1801 Medalha Wollaston 1841                          | [ 3 ] [ 2 ] |
| 27 de junho     | Christian Gottfried Ehrenberg | biólogo e zoólogo                   | Sacro Império Romano-Germânico | n. 1785 Medalha Wollaston 1839 Medalha Leeuwenhoek 1875 | [ 2 ]       |

## Prémios
Medalha Copley
- Claude Bernard[4]